# Aratinga de plomall daurat
L'aratinga de plomall daurat (Leptosittaca branickii) és una espècie d'ocell de la família dels psitàcids i única espècie del gènere Leptosittaca. Habita la selva humida dels Andes del centre de Colòmbia i del Perú i zones limítrofes de l'Equador.